# Rosenpilört
Rosenpilört (Persicaria minor) är en ört.